# 布爾薩圍城戰
布爾薩圍城戰是一場自1317年或1320年開始直到1326年4月6日結束的漫長圍城戰役，當時鄂圖曼人展開圍攻普魯薩（現稱布尔萨）大膽的作戰計劃，在此之前新建立的鄂圖曼帝國還未佔領過任何一座真正意義上的大城市，由於建國初期的鄂圖曼人尚缺乏專業的攻城知識以及缺少相應的攻城武器，導致這場圍城戰役持續了長達6年或9年的時間後，鄂圖曼的軍隊才攻下這座都市。
拜占庭史家雷尼卡斯·卡爾科康第拉斯记载称，鄂圖曼人是趁著拜占庭帝国在1321年－1328年間陷入两安德洛尼卡战争而無暇他顧的機會，趁機佔領了普魯薩城。當時年輕的安德洛尼卡三世認為，祖父安德洛尼卡二世已經過於老邁，應當由自己來接掌皇帝的寶座，為此他決定起兵奪位，祖孫兩人隨即展開為期數年的內戰。當安德洛尼卡二世與安德洛尼卡三世雙方都把注意力放在王位爭奪戰的時候，普魯薩也正是在此時被鄂圖曼人孤立包圍，長年圍城下普魯薩城中因缺糧而遭受飢荒，在缺乏支援下，堅守多年的普魯薩守軍最終向鄂圖曼人宣布投降，拜占庭帝國在亚洲地區的其他領土也紛紛淪陷。
部分歷史觀點認為奥斯曼一世在普魯薩淪陷前便已因病而過世，但也有說法認為奥斯曼一世是在病榻上聽聞勝利的好消息後才離開人世的，他死後被鄭重地埋葬在布爾薩當地。

## 後續
在攻佔這座城市之後，奥斯曼一世的兒子兼繼承者奥尔汗一世宣布將布爾薩設為鄂圖曼帝國的首都，此後布爾薩一直承擔著帝國首府的重任，直到1366年時，穆拉德一世才將首都再度遷移到马尔马拉海另一端的埃迪爾內 。布爾薩不僅在鄂圖曼帝國歷史上佔有重要的地位，同時也是鄂圖曼建築的發源地，諸如：布尔萨大清真寺（1399年）、巴耶塞特一世清真寺（1395年）、許達文迪加爾清真寺（1385年）以及綠色清真寺（1421年），皆為早期鄂圖曼風格建築的代表作品。奧爾汗一世在他的統治期間內，更興建了許多如公共廚房、土耳其浴場、清真寺、客棧和商隊驛站等公共設施來鼓勵這座城市的發展，奧爾汗一世另外還修築了一所伊斯蘭學校 。當奧爾汗一世去世之後他被安葬於布爾薩城中的陵墓內，與他的父親奥斯曼一世合葬在一起。出身摩洛哥的穆斯林旅行家伊本·白图泰於1331年造訪此地時對蘇丹感到印象深刻，同時也發現布爾薩是座令人感到心情愉快的城市「有著美麗的巴札和寬闊的街道，四面環繞著花園和奔流的泉水」。

## 重要性
歷史學家保羅·K·戴維斯寫到：「攻佔布爾薩使奥斯曼一世與他的繼任者們一躍而為小亞細亞地區強大的政權，由此開啟鄂圖曼日後的帝國之路」。